# Фунікулер у Санкт-Моріц
46°30′06″ пн. ш. 9°50′07″ сх. д. / 46.5018° пн. ш. 9.8352° сх. д.
Фунікулер у Санкт-Моріц, Фунікулер Санкт-Моріц — Корвілья (нім. Standseilbahn St. Moritz–Corviglia; STMC) — фунікулер у кантоні Граубюнден, Швейцарія. Лінія сполучає місто Санкт-Моріц із лижною областю катання Корвілья, і складається з двох секцій, що відрізняються по ширині колії, пасажири здійснюють пересадку на проміжній станції Хантарелла
На Корвілья, є можливість пересісти з фунікулера на канатну дорогу до вершини Наїр.

## Операції
Лінія експлуатується Oberengadiner Bergbahnen і має наступні параметри:
|                       | Нижня секція            | Верхня секція           |
| --------------------- | ----------------------- | ----------------------- |
| Кількість зупинок     | 2                       | 2                       |
| Конфігурація          | Одноколійна з роз'їздом | Одноколійна з роз'їздом |
| Довжина               | 436 m                   | 1616 m                  |
| Підйом                | 160 m                   | 480 m                   |
| Максимальний градієнт | 45 %                    | 45.6 %                  |
| Ширина колії          | 1,200 mm                | 1,440 mm                |
| Кількість вагонів     | 2 односекційних вагони  | 2 двосекційні вагони    |
| Місткість             | 100 пасажирів у вагоні  | 200 пасажирів у вагоні  |
| Швидкість             | 5.5 m/s                 | 6.5 m/s                 |
| Час у дорозі          | 2 хв                    | 6.5 хв                  |
| Дата відкриття        | 2 січня 1913            | 1928                    |

## Галерея

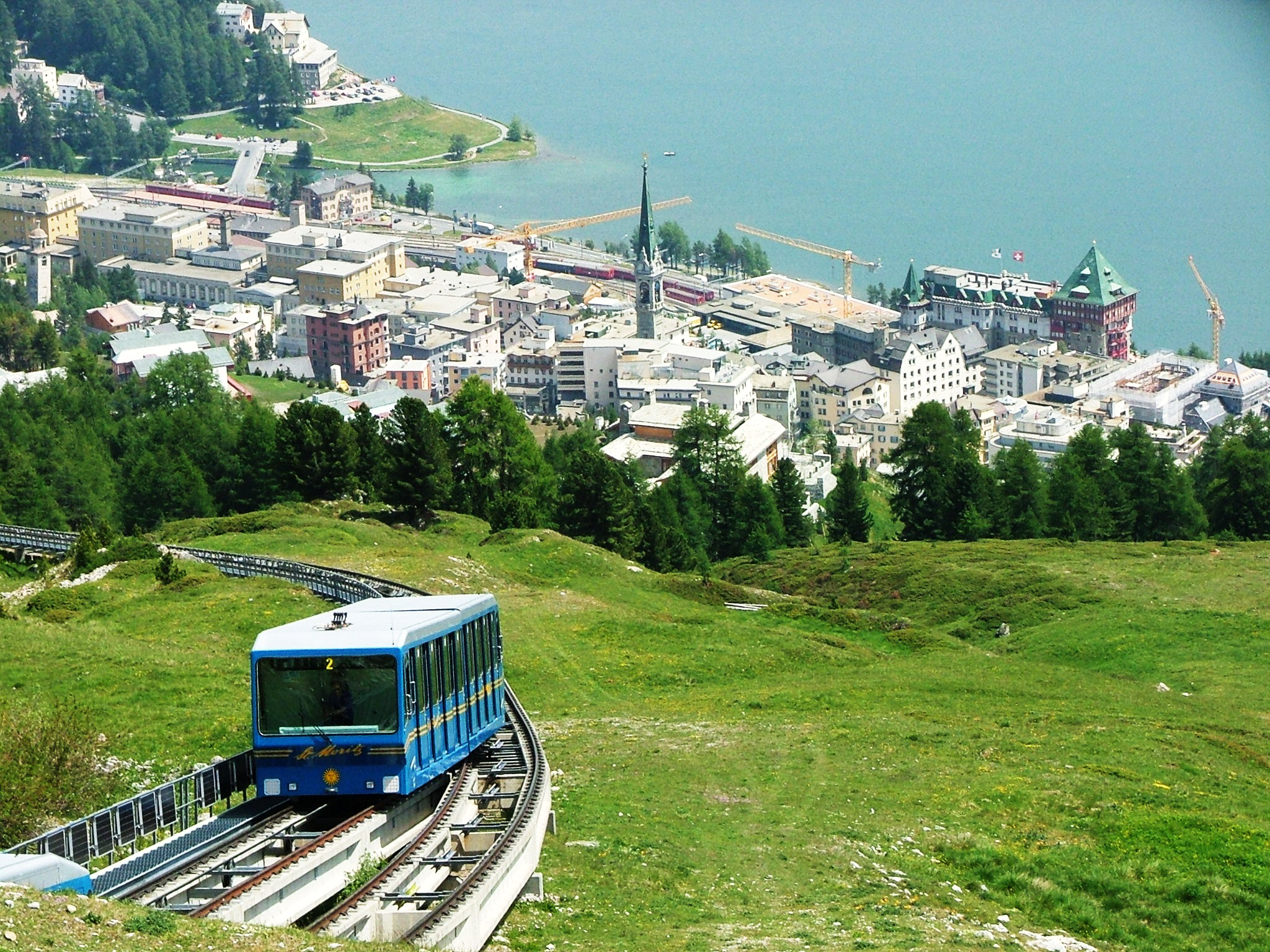
Краєвид на Санкт-Моріц
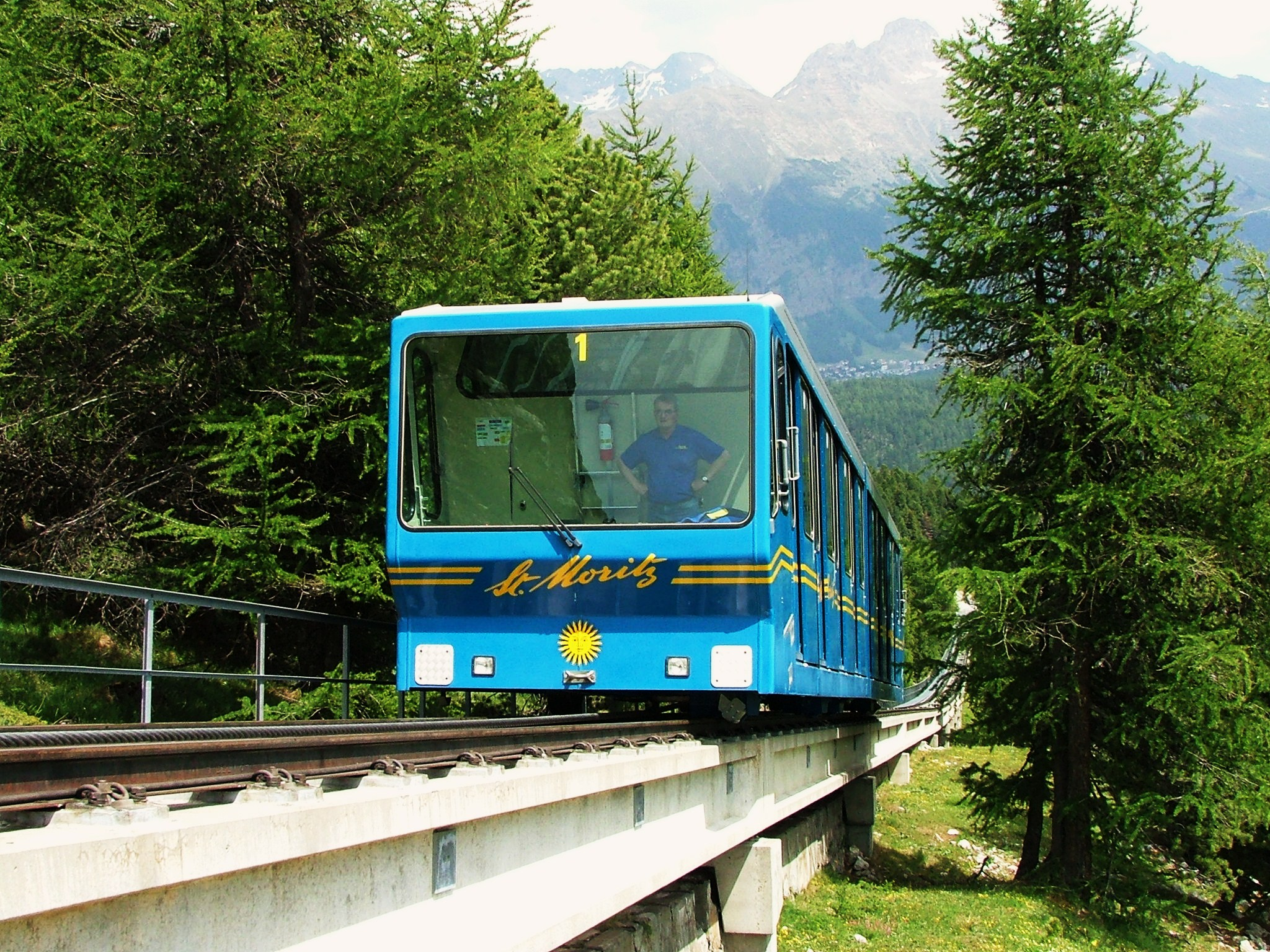
Фрагмент траси
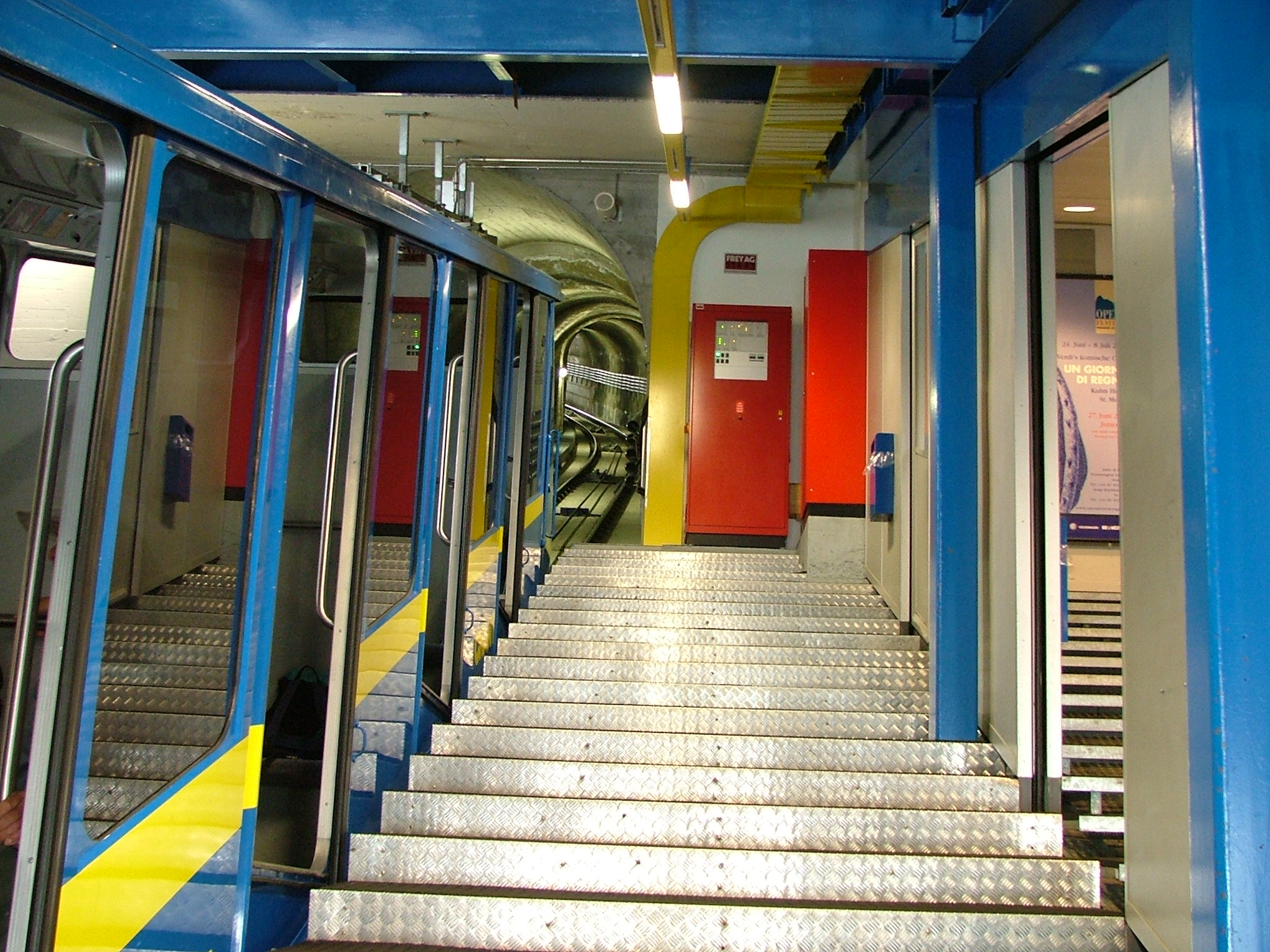
Станція дольна